# جون بيدل (سياسي من ميشيغان)
جون بيدل (بالإنجليزية: John Biddle)‏ (2 مارس 1792 - 25 أغسطس 1859)  كان ضابط عسكري أمريكي، سياسي، ورجل الأعمال. شغل منصب مندوب الكونغرس في الولايات المتحدة ممثلا عن إقليم ميشيغان ‏ ، ورئيس مجلس النواب في ميشيغان ، ورئيس بلدية ديترويت .

## النشأة
ولد بيدل في مدينة فيلادلفيا بولاية بنسلفانيا عام 1792، وهو ابن كل من هانا شيبارد وتشارلز بيدل، نائب رئيس ولاية بنسلفانيا السابق  وابن أخ كومودور نيكولاس بيدل .  التحق بالمدارس المشتركة قبل الدخول والتخرج من كلية برينستون . 

## العمل
عند اندلاع حرب 1812، تجند بيدل في الجيش الأمريكي وعُين ملازمًا ثانيًا في المدفعية الثالثة في 6 يوليو 1812 وتم ترقيته إلى ملازم أول في 13 مارس 1813.  تم ربطه بموظفي الجنرال وينفيلد سكوت على الحدود مع نياجرا ‏ لمعظم فترة الحرب. أصبح كابتن في المشاة الثانية والأربعين 1 أكتوبر 1813، شغل منصب المفتش العام المساعد برتبة رائد من 19 يونيو 1817 إلى 1 يونيو 1821 ،  وتولى قيادة فورت شيلبي ‏ في ديترويت لبعض الوقت. 
بعد مغادرته الجيش، تم تعيين بيدل كمسؤول مالي ووكيل للهنود في جرين باي، ويسكونسن في 1821 و 1822. كان مسجلا للأراضي في ديترويت، ميشيغان في إقليم ميشيغان، 1823-1837؛ ومفوض لتحديد مطالبات الأراضي القديمة في ديترويت، ماكيناو ، ساولت سانت. ماري ، جرين باي، برايري دو شين . 

### القيادة السياسة والمدنية
خدم بيدل كعمدة ديترويت في عامي 1827 و 1828.  تم انتخابه مندوبًا من إقليم ميشيغان إلى المؤتمر الحادي والعشرين ‏ وخدم من 4 مارس 1829 حتى استقالته في 21 فبراير 1831.  كان رئيس المؤتمر الذي وضع دستور الولاية لولاية ميشيغان في عام 1835، على الرغم من أن حزب الويغ الذي ينتمي إليه كان أقلية.  ترشح دون جدوى كمرشح للويج   لانتخابات عضوية مجلس الشيوخ بالولايات المتحدة ولاحقًا لمنصب حاكم ميشيغان ‏ .  كان بيدل عضواً في مجلس النواب لولاية ميشيغان في عام 1841 وشغل منصب الرئيس،  وكان عضو مجلس أمناء بجامعة ميشيغان . 
وكان بيدل رئيس سكك ميشيغان الحديدية المركزية ‏.  كما شغل منصب أول رئيس لبنك المزارعين والميكانيكيين، وكان مديرًا للبنك من عام 1829 حتى عام 1838.  كان أيضًا ناشطًا في الحياة المدنية في ديترويت، حيث تم انتخابه نائبًا كرئيس ديترويت أثينيوم، ونشطًا في جمعية النهوض بتعليم الإناث في مدينة ديترويت، ونائب الرئيس (1828-1837) والرئيس (1837) لجمعية ميشيغان التاريخية. 

## الحياة الشخصية

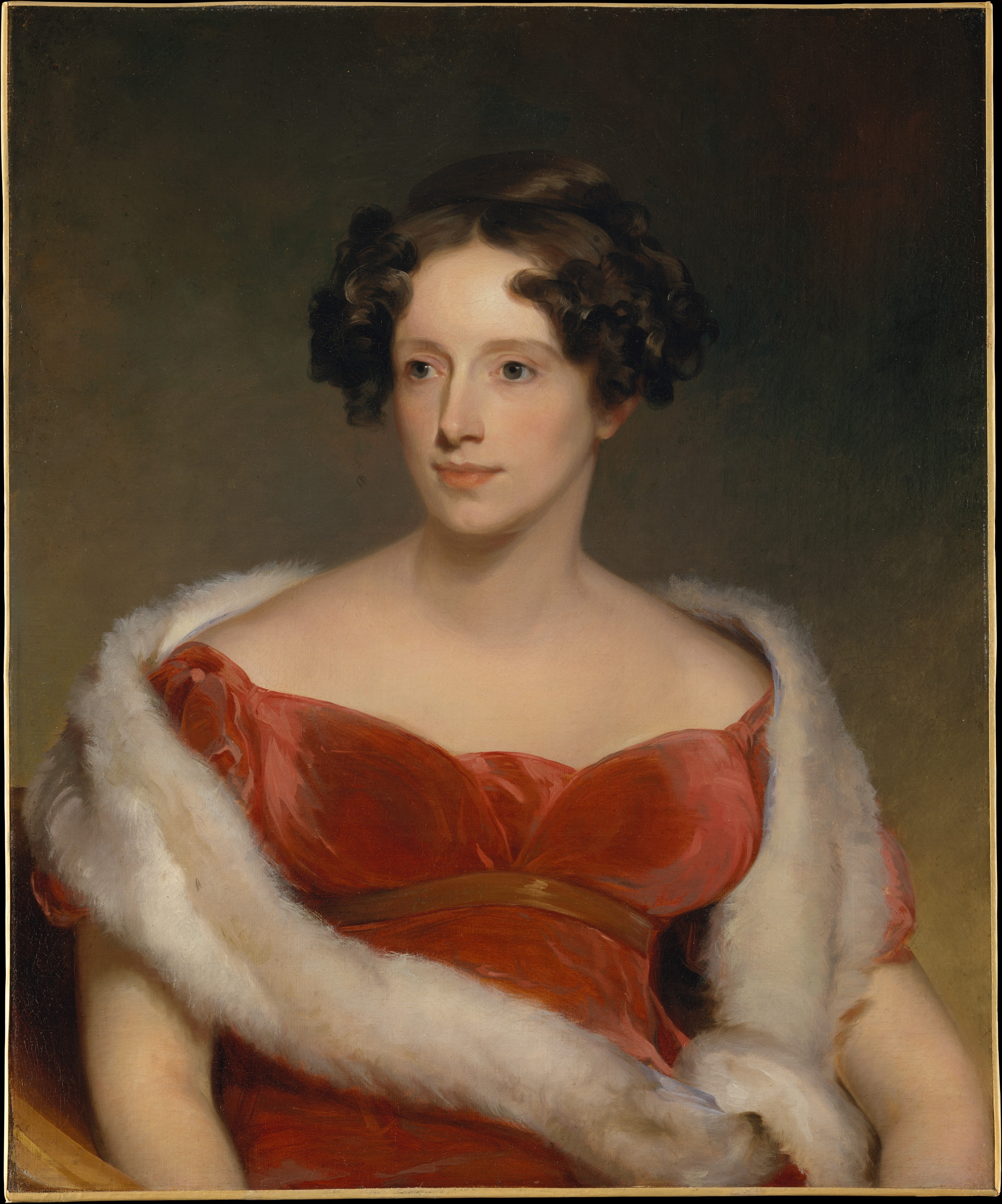
صورة لزوجة بيدل، إليزا فالكونر براديش، للرسسام توماس سولي، 1818

في 21 يناير 1819، تزوج من إليزا فالكونر براديش (1795-1865)، ابنة كل من جيمس براديش (1772-1799) ومارغريتا تومبسون (1770-1846) من نيويورك.  كان للزوجين أربعة أبناء: 
- مارغريتا فالكونر بيدل (1825-1913) ، التي تزوجت من أندرو بورتر (1820-1872) ، جنرال الحرب الأهلية [5]
- وليام شيبرد بيدل (1830-1901)، الذي تزوج سوزان دايتون أوغدن (1831-1878)، ابنة الياس بي دي أوغدن ، و قاضي محكمة نيو جيرسي العليا
- الرائد جيمس بيدل (1833-1905)
- إدوارد جون بيدل (1836-1892)

في عام 1859، ذهب بيدل إلى وايت سولفور سبرينجز في ما يعرف الآن بفرجينيا الغربية، لفصل الصيف وتوفي هناك.  دفن في مقبرة إلموود ، ديترويت، ميشيغان. 

### وايندوت
في عام 1818 ، حصل بيدل على 1,800 أكر (7.3 كـم2) من الأرض جنوب ديترويت.  قام ببناء عقار صيفي على الأرض، تم الانتهاء منه في عام 1835.  أطلق بيدل على ه اسم «وايندوت» شعب وايندوت والتي سكنت هناك.  احتل منزل بيدل المكان الذي يقع به مبنى جورج بي. ماكنيكول هاوس الآن.  تقاعد بيدل وعائلته في مبنى وايندوت في عام 1836.  ومع ذلك، لم يكن بيدل مهتمًا بزراعة اراضيه،  وقضى الكثير من الوقت في مزرعته بالقرب من سانت لويس ، ميشيغان .  في عام 1853 ، قام ببيع عقار وايندوت إلى إيبرورد مالك يوريكا للصلب، والذي طور المنطقة إلى مدينة وايندوت، ميشيغان .  يطلق على منطقة جيفرسون أفينيو ‏، التي تمتد من نيو بالتيمور ، ميشيغان إلى إيست روكوود ، ميشيغان ، اسم بيدل أفينيو ضمن منطقة وايندوت. بعد بيع عقار وايندوت، عاد بيدل وزوجته إلى فيلادلفيا، كما قضى الزوجان وقتًا طويلًا في باريس . 

### الأحفاد
حفيده (ابن وليام شيبارد بيدل) ، والمسمى أيضًا جون بيدل (1859–1936) أصبح مشرفًا على أكاديمية الولايات المتحدة العسكرية . 